# Fèstas e Sant Andrieu
Fèstas e Sant Andrieu (en francès Festes-et-Saint-André) és un municipi del departament de l'Aude, a la regió d'Occitània.